# 鞭枝懸蘚
鞭枝懸蘚（学名：Barbella flagellifera）为蔓蘚科懸蘚屬下的一个种。